# A Bordo do Rui Barbosa
A Bordo de Rui Barbosa é um livro de Chico Buarque. Escrito entre 1963 e 1964, foi publicado com ilustrações de Valandro Keating, em 1981.